# Люксембургский франк
Люксембу́ргский франк (фр. franc, люкс. Frang, нем. Franken) был валютой Люксембурга между 1854 и 1999 годами (за исключением периода 1941-44). Франк оставался в обращении до 2002 года, когда он был заменен на евро по курсу 40,3399 франков за один евро.
Франк делился на 100 сантимов.

## История
Завоевание большей части Западной Европы наполеоновской Францией привело к широкому распространению французского франка, в том числе в Люксембурге. Вместе с тем, в результате включения Люксембурга в состав Нидерландов в 1815 году валютой Люксембурга стал голландский гульден. После обретения Бельгией независимости от Нидерландов валютой Люксембурга в 1839 году стал бельгийский франк, который был в обращении до 1842 года и вновь с 1848 года. Между 1842 и 1848 годами в Люксембурге в обращении был прусский талер.
В 1854 году Люксембург начал выпуск собственных франков, которые были в обращении наравне с бельгийскими (в соотношении 1:1) . В 1865 году Люксембург, вслед за Бельгией, вступил в Латинский валютный союз. В 1926 году Бельгия вышла из Латинского валютного союза. Тем не менее, валютный союз Бельгии и Люксембурга 1921 года выжил, став основой для Бельгийско-Люксембургского экономического союза 1932 года. В 1935 году курс люксембургского франка к бельгийскому был пересмотрен, 1 люксембургский франк стал равен 1 ¼ бельгийского.
В мае 1940 года франк был привязан к немецкой рейхсмарке по курсу 4 франка = 1 рейхсмарка. В июле 1940 курс был изменён на 10 франков = 1 рейхсмарке. 26 августа 1940 года рейхсмарка была объявлена законным платёжным средством в Люксембурге, 20 января 1941 года рейхсмарка стала единственным законным платёжным средством, а франк был отменён. Люксембургский франк был восстановлен в 1944 году.
1 января 1999 года был установлен курс франка к евро на уровне 1 евро = 40,3399 франков. Евро был введён в обращение 1 января 2002 года. Франк был в обращении ещё до 28 февраля 2002 года.

## Использование бельгийского франка
Между 1944 и 2002 годами один люксембургский франк был приравен к одному бельгийскому франку. Бельгийский франк был законным платёжным средством в Люксембурге, а люксембургский франк был законным платёжным средством в Бельгии. Однако бельгийские торговцы не хотели принимать люксембургские франки, так как боялись, что другие их клиенты откажутся от них (по незнанию или из страха, что в дальнейшем их не примут), и заставляли покупателей обменивать деньги в банке.
За некоторыми исключениями, монеты были одинаковыми по размеру, форме и составу. Хотя у них был разный дизайн, они обращались и в Бельгии, и в Люксембурге.

## Монеты
Первые монеты достоинством 2 ½, 5 и 10 сантимов были выпущены в 1854 году. В 1901 году в монетах достоинством 5 и 10 сантимов вместо бронзы стали использовать медно-никелевый сплав. В 1915—1916 годах во время немецкой оккупации были выпущены монеты из цинка достоинством 5, 10 и 25 сантимов. После Первой мировой войны выпускались железные монеты. В 1924 году опять стали выпускать монеты из медно-никелевого сплава, также выпустили никелевые монеты достоинством 1 и 2 франка.
В 1929 году впервые с конца XVIII века были выпущены серебряные монеты достоинством 5 и 10 франков. В 1930 году в обращение были выпущены бронзовые монеты достоинством 5, 10 (меньшего, чем раньше, размера) и 25 сантимов, а также 50 сантимов из никеля. Последними монетами, выпущенными до Второй мировой войны, стали монеты из мельхиора достоинством 25 сантимов (в 1938 году) и 1 франк (в 1939 году).
Первыми монетами, выпущенными после войны, стали (в 1946 году) монеты из бронзы в 25 сантимов и медно-никелевые монеты 1 франк. В 1949 выпустили мельхиоровую монету в 5 франков. В 1952 году размер однофранковой монеты был уменьшен, чтобы она соответствовала бельгийской монете достоинством 1 франк, введённой в 1950 году. С этого времени все новые люксембургские монеты соответствовали по размеру и дизайну бельгийским. В 1971 году в обращение были выпущены никелевые монеты достоинством 10 франков, в 1980 году бронзовые монеты 20 франков и в 1987 году никелевые монеты 50 франков.

## Банкноты
До Первой мировой войны банкноты выпускались Международным банком в Люксембурге и Национальным банком по курсу 1 франк = 80 пфеннигов.
В 1914 году банкноты стало выпускать Государственное казначейство. Были выпущены франки и немецкие марки (1, 2, 5, 25 и 125 франков; 80 пфеннигов, 1.6, 4, 20 и 100 марок). В 1919 году выпустили купюры в 50 сантимов и 500 франков, в 1923 году — 100 франков, в 1932 году — 50 франков, а в 1940 году — 1000 франков.
После освобождения в 1944 году были выпущены новые купюры достоинством 5, 10, 20, 50 и 100 франков. В 1949 году 5-франковую банкноту заменили монетой, в 1971 году заменили купюру 10 франков, в 1980 году — 20 франков и в 1987 году — 50 франков. В 1985 году выпустили в обращение банкноту достоинством 1000 франков, в 1986 году — 100 франков, а в 1993 году — 5000 франков.
- 20 люксембургских франков
- 25 сантимов